# Геохемија изотопа
Геохемија изотопа је аспект геологије заснована на студији природних варијација у релативним заступљеностима изотопа разних елемената. Варијације у изотопној заступљености мере се изотопном односном масеном спектрометријом, и могу да открију информације о старостима и пореклу стена, ваздуха или водених тела, или процеса мешања између њих.
Геохемија стабилних изотопа се увелико тиче изотопних варијација које произилазе из изотопне фракционације зависне од масе, док се геохемија радиогеничних изотопа бави продуктима природне радиоактивности.